# Turaco
Các loài chim Turaco tạo nên họ chim có tên là Musophagidae (nghĩa đen là "chim ăn chuối"). Đây là họ chim duy nhất trong bộ Musophagiformes. Một số tài liệu vẫn xếp họ này vào Bộ Cu cu (Cuculiformes).
Chúng có ngón chân thứ tư (ngoài cùng) có thể chuyển đổi qua lại. Các ngón chân thứ hai và thứ ba, luôn hướng về phía trước, dính liền ở một số loài. Chúng thường có mào nổi bật trên đầu và đuôi dài; các chim turaco được chú ý bởi các sắc tố đặc biệt và độc đáo cho chúng một bộ lông xanh lục và đỏ tươi.

## Môi trường sống và tập tính
Musophagidae là các loài chim kích thước trung bình, sống trên cây, đặc hữu châu Phi hạ Sahara. Môi trường sống của chúng là rừng, đồng rừng và xa van.
Chúng là chim sống thành bầy, không di trú nhưng di chuyển theo từng nhóm gia đình lên tới 10 con. Nhiều loài rất ồn ào, với các loài Corythaixoides và Criniferoides leucogaster đặc biệt có tiếng kêu cảnh báo nhức óc để cảnh báo các loài động vật khác về sự xuất hiện của những kẻ săn mồi hay những người thợ săn. Tên gọi phổ thông trong tiếng Anh của chúng (go-away-bird) là tượng thanh cho điều này. Chúng bay yếu nhưng chạy nhanh trên các vòm lá.
Chúng chủ yếu ăn quả và ở mức độ ít hơn là lá, chồi và hoa, đôi khi cũng bắt côn trùng nhỏ, ốc sên và sên. Như tên gọi khoa học của chúng gợi ý, turaco thích ăn chuối và có thể dễ thuần hóa khi được cho ăn. Chúng cũng ăn cả nho và đu đủ.
Musophagidae làm những cái tổ lớn bằng que, cành trên cây và đẻ 2 hoặc 3 trứng. Chim non sinh ra có bộ lông tơ dầy và mắt mở hoặc gần mở.

## Phân loại học
Theo truyền thống, nhóm chim này được coi là họ hàng gần của các loài tu hú, cu cu trong bộ Cuculiformes, nhưng phân loại Sibley-Ahlquist đã nâng cấp nhóm này lên thành một bộ gọi là Musophagiformes. Chúng cũng từng được đề xuất như là nhóm liên kết giữa hoatzin với các nhóm chim còn sinh tồn khác, nhưng điều này gây tranh cãi. Các nghiên cứu di truyền gần đây đã hỗ trợ mạnh cấp bậc bộ của Musophagiformes.
Các loài còn sinh tồn trong họ Musophagidae gồm:
Họ MUSOPHAGIDAE
- Phân họ Corythaeolinae
  - Chi Corythaeola
    - Corythaeola cristata
- Phân họ Criniferinae
  - Criniferoides
    - Criniferoides leucogaster (đồng nghĩa: Corythaixoides leucogaster)

  - Chi Corythaixoides
    - Corythaixoides personatus
    - Corythaixoides concolor

  - Chi Crinifer
    - Crinifer piscator
    - Crinifer zonurus
- Phân họ Musophaginae
  - Chi Gallirex (gộp cả Ruwenzorornis)
    - Gallirex porphyreolophus (đồng nghĩa: Tauraco porphyreolophus)
    - Gallirex johnstoni (đồng nghĩa: Ruwenzorornis johnstoni, Tauraco johnstoni, Musophaga johnstoni)

  - Chi Menelikornis
    - Menelikornis leucotis (đồng nghĩa: Tauraco leucotis)

  - Chi Pseudopoetus
    - Pseudopoetus macrorhynchus (đồng nghĩa: Tauraco macrorhynchus)

  - Chi Musophaga
    - Musophaga violacea
    - Musophaga rossae

  - Chi Proturacus: Tách ra từ Tauraco.
    - Proturacus bannermani (đồng nghĩa: Tauraco bannermani)
    - Proturacus leucolophus (đồng nghĩa: Tauraco leucolophus)
    - Proturacus erythrolophus (đồng nghĩa: Tauraco erythrolophus)

  - Chi Tauraco
    - Tauraco schuettii
    - Tauraco schalowi
    - Tauraco hartlaubi
    - Tauraco ruspolii
    - Tauraco persa
    - Tauraco corythaix
    - Tauraco livingstonii
    - Tauraco fischeri

## Phát sinh chủng loài
Biểu đồ phát sinh chủng loài của họ Musophagidae được vẽ theo Veron & Winney (2000) và Njabo & Sorenson (2009)

|  | Criniferoides                                                |
|  |                                                              |
|  | \| \| Corythaixoides \| \| \| \| \| \| 'Crinifer \| \| \| \| |
|  |                                                              |
|  | Corythaixoides                                               |
|  |                                                              |
|  | 'Crinifer                                                    |
|  |                                                              |

|  | Corythaixoides |
|  |                |
|  | 'Crinifer      |
|  |                |

|  | Pseudopoetus |
|  |              |
|  | Musophaga    |
|  |              |

|  | Proturacus |
|  |            |
|  | Tauraco    |
|  |            |

|  | Pseudopoetus |
|  |              |
|  | Musophaga    |
|  |              |

|  | Proturacus |
|  |            |
|  | Tauraco    |
|  |            |

|  | Pseudopoetus |
|  |              |
|  | Musophaga    |
|  |              |

|  | Proturacus |
|  |            |
|  | Tauraco    |
|  |            |

|  | Pseudopoetus |
|  |              |
|  | Musophaga    |
|  |              |

|  | Proturacus |
|  |            |
|  | Tauraco    |
|  |            |

|  | Pseudopoetus |
|  |              |
|  | Musophaga    |
|  |              |

|  | Proturacus |
|  |            |
|  | Tauraco    |
|  |            |

|  | Pseudopoetus |
|  |              |
|  | Musophaga    |
|  |              |

|  | Proturacus |
|  |            |
|  | Tauraco    |
|  |            |

|  | Pseudopoetus |
|  |              |
|  | Musophaga    |
|  |              |

|  | Proturacus |
|  |            |
|  | Tauraco    |
|  |            |

|  | Pseudopoetus |
|  |              |
|  | Musophaga    |
|  |              |

|  | Proturacus |
|  |            |
|  | Tauraco    |
|  |            |

|  | Criniferoides                                                |
|  |                                                              |
|  | \| \| Corythaixoides \| \| \| \| \| \| 'Crinifer \| \| \| \| |
|  |                                                              |
|  | Corythaixoides                                               |
|  |                                                              |
|  | 'Crinifer                                                    |
|  |                                                              |

|  | Corythaixoides |
|  |                |
|  | 'Crinifer      |
|  |                |

|  | Pseudopoetus |
|  |              |
|  | Musophaga    |
|  |              |

|  | Proturacus |
|  |            |
|  | Tauraco    |
|  |            |

|  | Pseudopoetus |
|  |              |
|  | Musophaga    |
|  |              |

|  | Proturacus |
|  |            |
|  | Tauraco    |
|  |            |

|  | Pseudopoetus |
|  |              |
|  | Musophaga    |
|  |              |

|  | Proturacus |
|  |            |
|  | Tauraco    |
|  |            |

|  | Pseudopoetus |
|  |              |
|  | Musophaga    |
|  |              |

|  | Proturacus |
|  |            |
|  | Tauraco    |
|  |            |

|  | Pseudopoetus |
|  |              |
|  | Musophaga    |
|  |              |

|  | Proturacus |
|  |            |
|  | Tauraco    |
|  |            |

|  | Pseudopoetus |
|  |              |
|  | Musophaga    |
|  |              |

|  | Proturacus |
|  |            |
|  | Tauraco    |
|  |            |

|  | Pseudopoetus |
|  |              |
|  | Musophaga    |
|  |              |

|  | Proturacus |
|  |            |
|  | Tauraco    |
|  |            |

|  | Pseudopoetus |
|  |              |
|  | Musophaga    |
|  |              |

|  | Proturacus |
|  |            |
|  | Tauraco    |
|  |            |